# Церковь Святого Мартина (Эммерих)

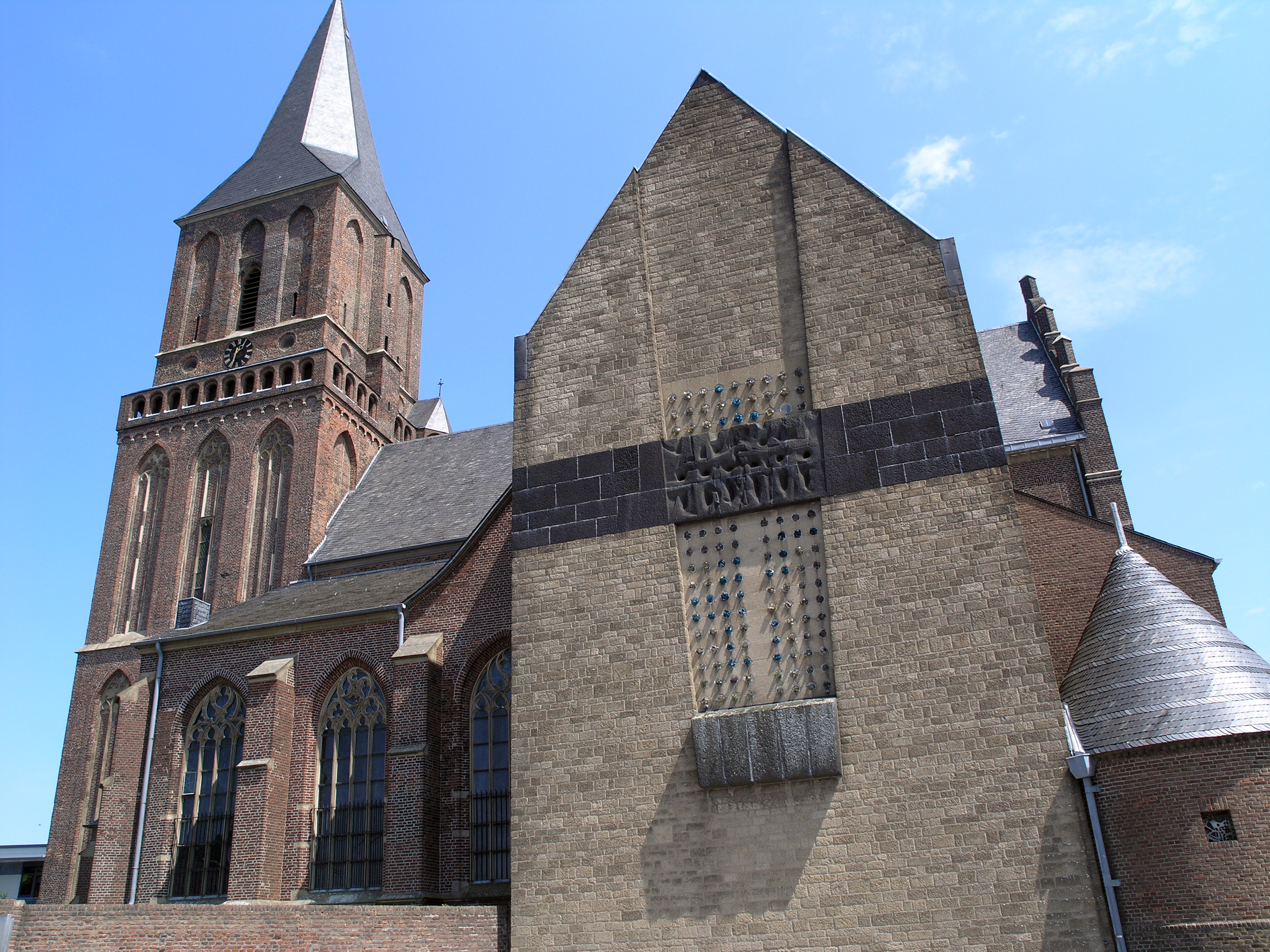
Западный фасад

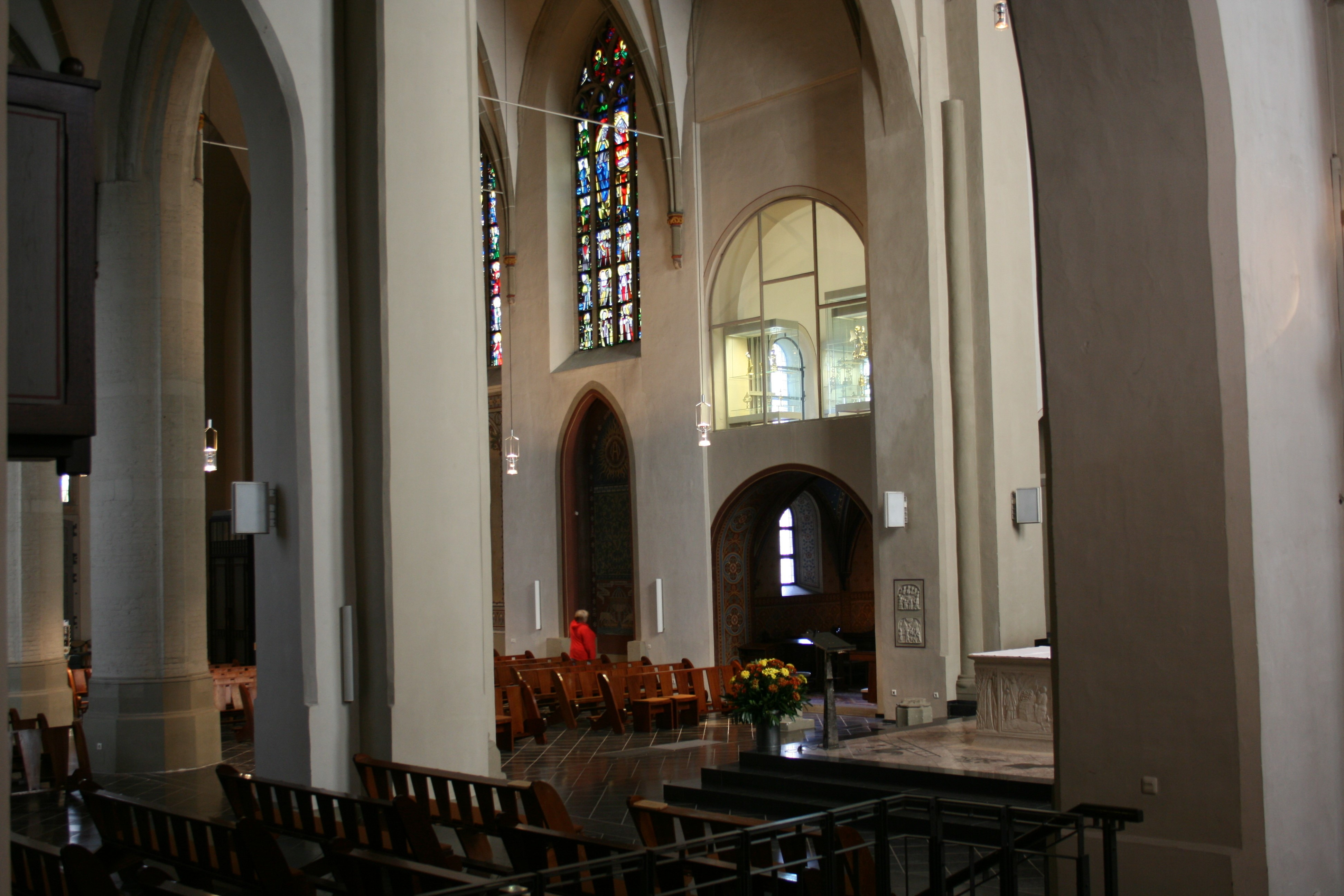
Интерьер церкви

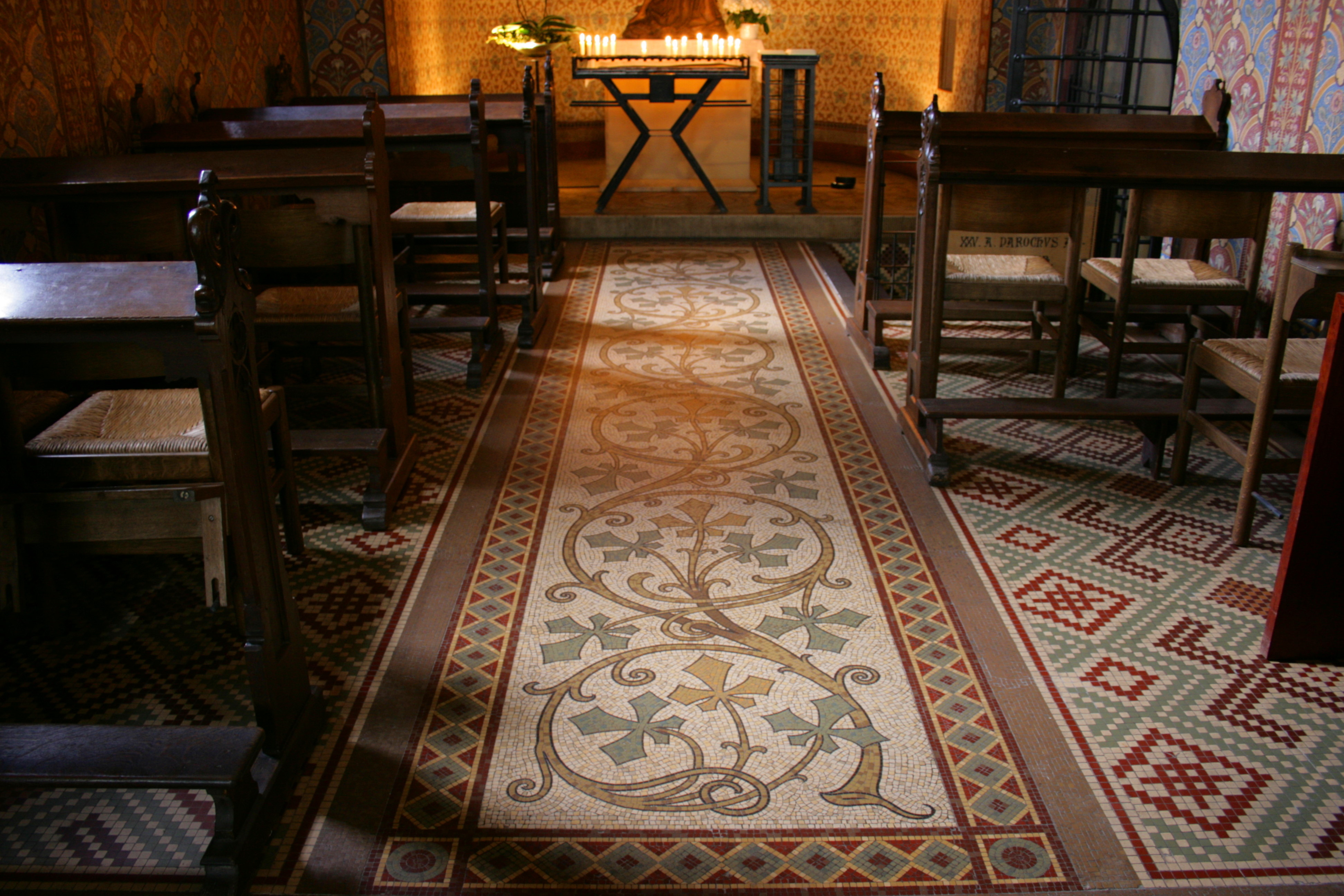
Мозаичные полы

Церковь Святого Мартина (нем. Martinikirche) — церковь в городе Эммерих-на-Рейне (федеральная земля Северный Рейн-Вестфалия). Церковь расположена на площади Martinikirchgang на Рейнской набережной.

В церкви Святого Мартина хранится уникальная реликвия XI века — ковчег Святого Виллиброрда. Ковчег содержит следующие реликвии: часть мощей Святого Виллиброрда, кости апостола Петра и святой Вальбурги, частица Животворящего Креста, часть древка Копья Лонгина, кусок мешковины, в которую по повелению царя Ирода Антипы одели Иисуса Христа.

## История
Церковь в виде трёхнефной базилики с двумя западными башнями, освященная в честь Святого Мартина, была построена в Эммерихе около 1040 года. До этого имя Святого Мартина носила другая церковь, ныне посвященная Святой Адельгунде. В результате наводнений в 1145, 1137 и 1138 годах здание церкви было сильно повреждено с западной стороны. После очередного наводнения в 1370 году здание было почти полностью разрушено, сохранились только хор и трансепт. В XV веке на месте старого здания была построена новая церковь с северной башней. В 1600 году церковь была расширена.

Первый капитальный ремонт церкви был проведен в 1874 году. Во время второй мировой войны церковь была разрушена до основания. Церковь была восстановлена в 1964 году в упрощенном виде. С 1976 по 1989 годы были выполнены масштабные реставрационные работы, в ходе которых были восстановлены оригинальный пол и алтарь.